# Muurhuizen
De Muurhuizen is een min of meer cirkelvormige straat op de plek van de afgebroken eerste stadsmuur in het centrum van de Nederlandse stad Amersfoort. Twee derde van de cirkel van 1,3 km heet Muurhuizen, het overige derde deel heet Breestraat en Krankeledenstraat.

## Geschiedenis
Toen in de 14e eeuw de ruimte binnen de oorspronkelijke stadsmuur te klein werd, besloot het Amersfoortse stadsbestuur rond 1380 tot de bouw van een nieuwe stadsmuur die een veel ruimer gebied moest omsluiten. Omstreeks 1450 was de nieuwe ommuring gereed en kon de oude muur worden afgebroken. Ter plaatse werden, gebruik makend van stukken muur en van stenen uit de muur, aan de grachtzijde (oneven nummers) de Muurhuizen gebouwd. Op een paar oude wel verdedigbare elementen na, zoals Huis Tinnenburg en de Plompe- of Dieventoren, stammen de vroegste Muurhuizen uit midden 16e eeuw.
Het deel tussen Langegracht en Lieve Vrouwekerkhof was breder dan de rest van de Muurhuizen en kreeg de naam Breestraat. Het resterende fragment tot de Langestraat heet Krankeledenstraat.
Tegenwoordig is de Muurhuizen een autoluwe straat met woonhuizen en kleinschalige bedrijfjes.
De Muurhuizen telt 61 rijksmonumenten, zie lijst van rijksmonumenten in Amersfoort, waarvan sommige een bekende huisnaam hebben, zoals "Bollenburgh" op 19, "Tinnenburg" op 25, de "Plompe- of Dieventoren" op 97, het "Secretarishuisje" op 109, "t Sluisje" op 199 en "Prattenburg" op 201. Muurhuizen 23 uit 1902 in jugendstil is een gemeentelijk monument.

## Fotogalerij

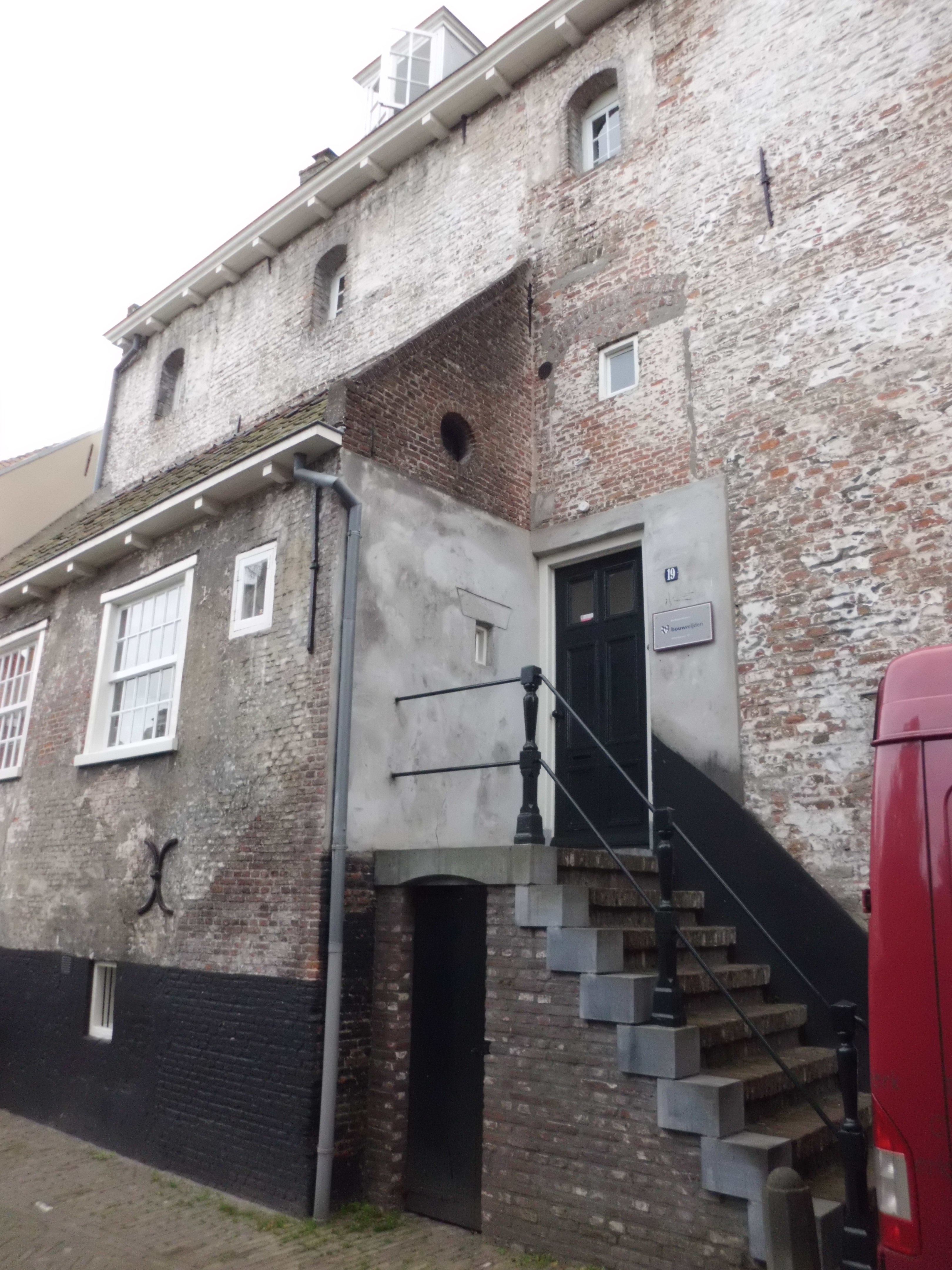
Huis Bollenburgh, waar Johan van Oldenbarnevelt opgroeide (rijksmonument)
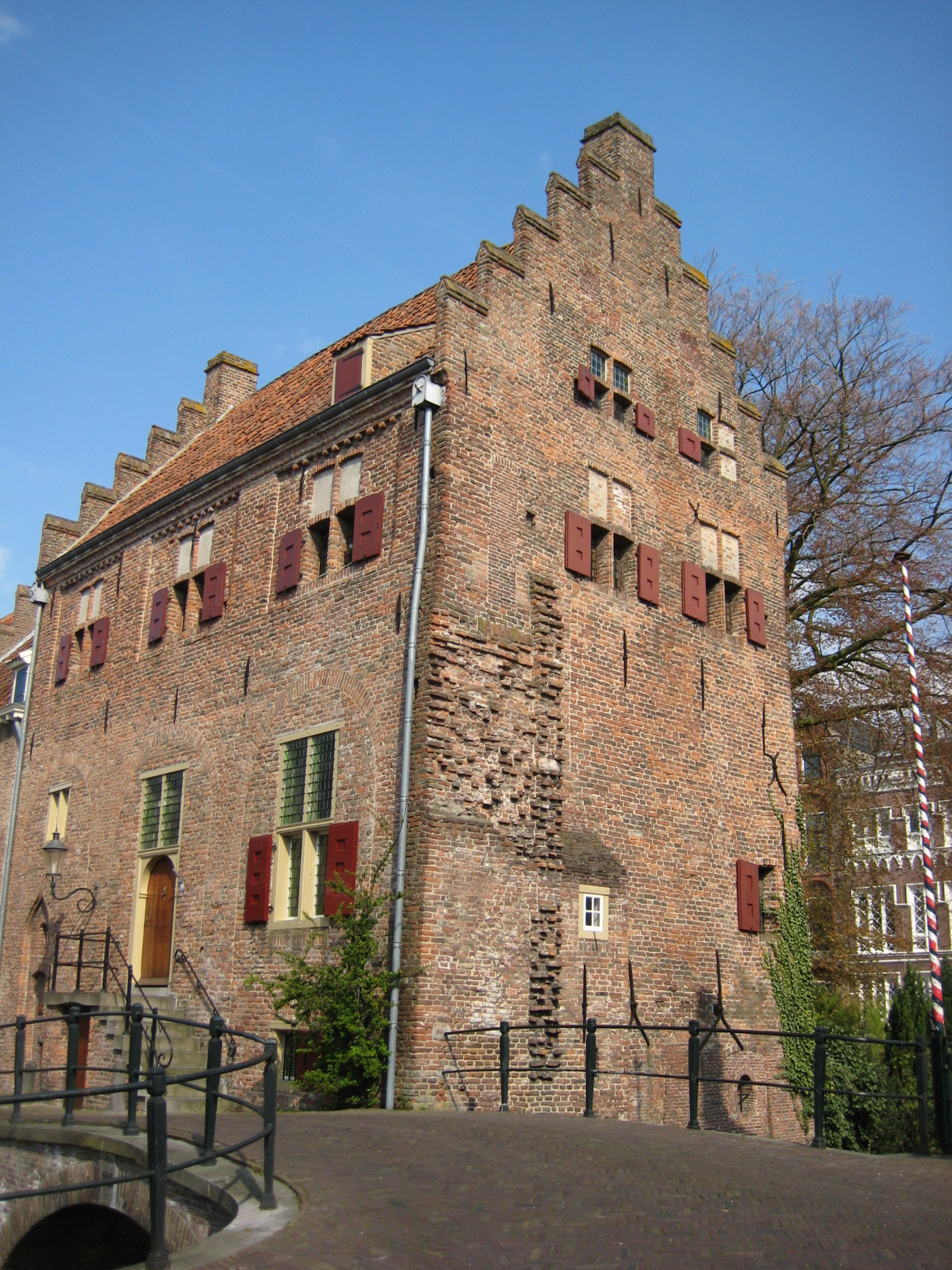
Huis Tinnenburg, aan de Muurhuizenzijde bogen van de stadsmuur (rijksmonument)
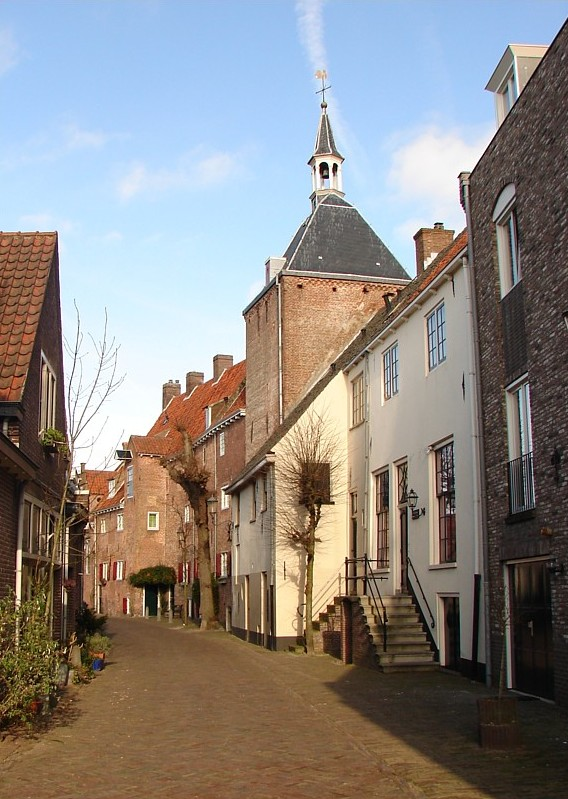
Plompe- of Dieventoren, oude stadsgevangenis tot eind 19e eeuw (rijksmonument)
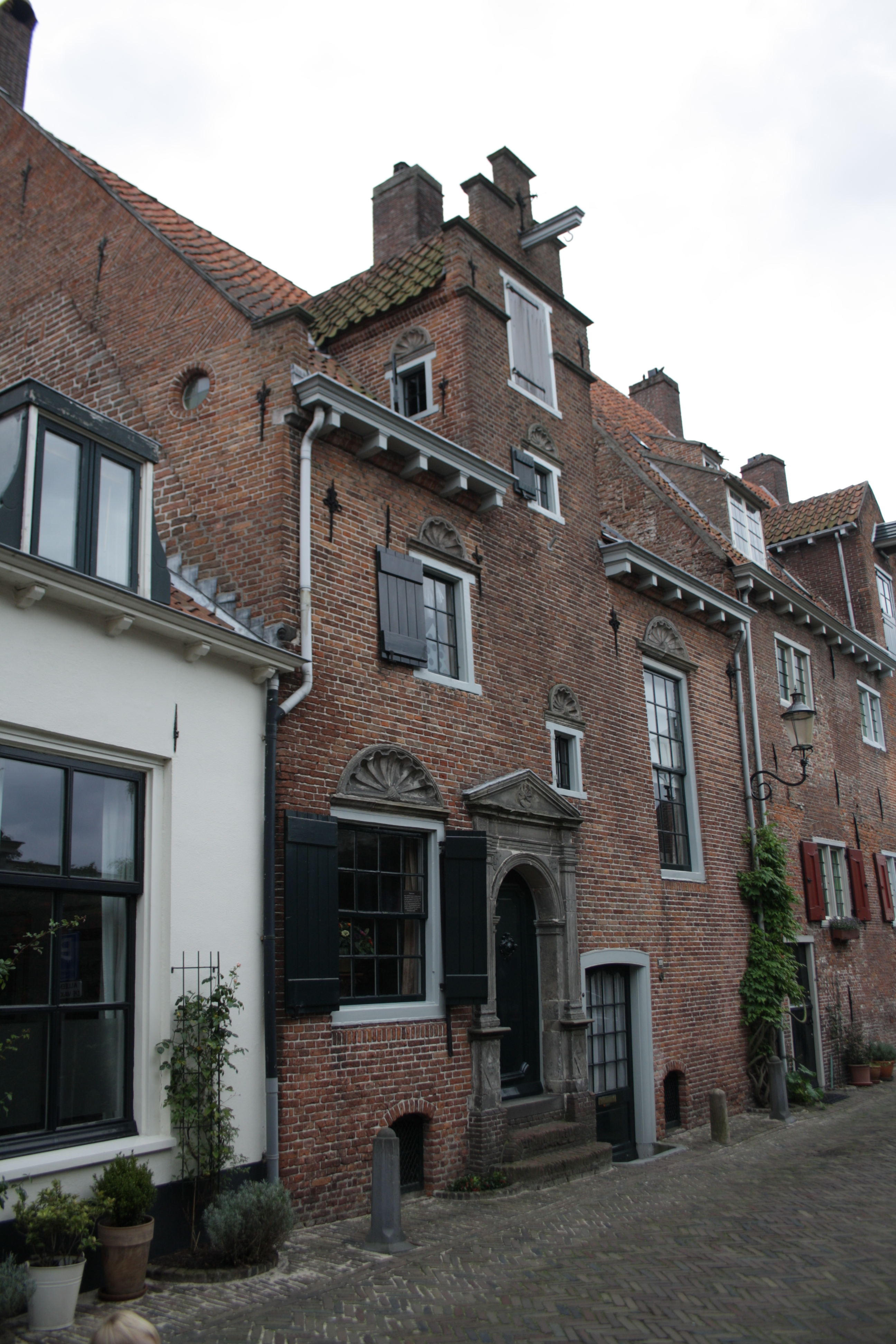
Secretarishuisje, in 2008 het 89e Delfts blauwe huisje van KLM (rijksmonument)
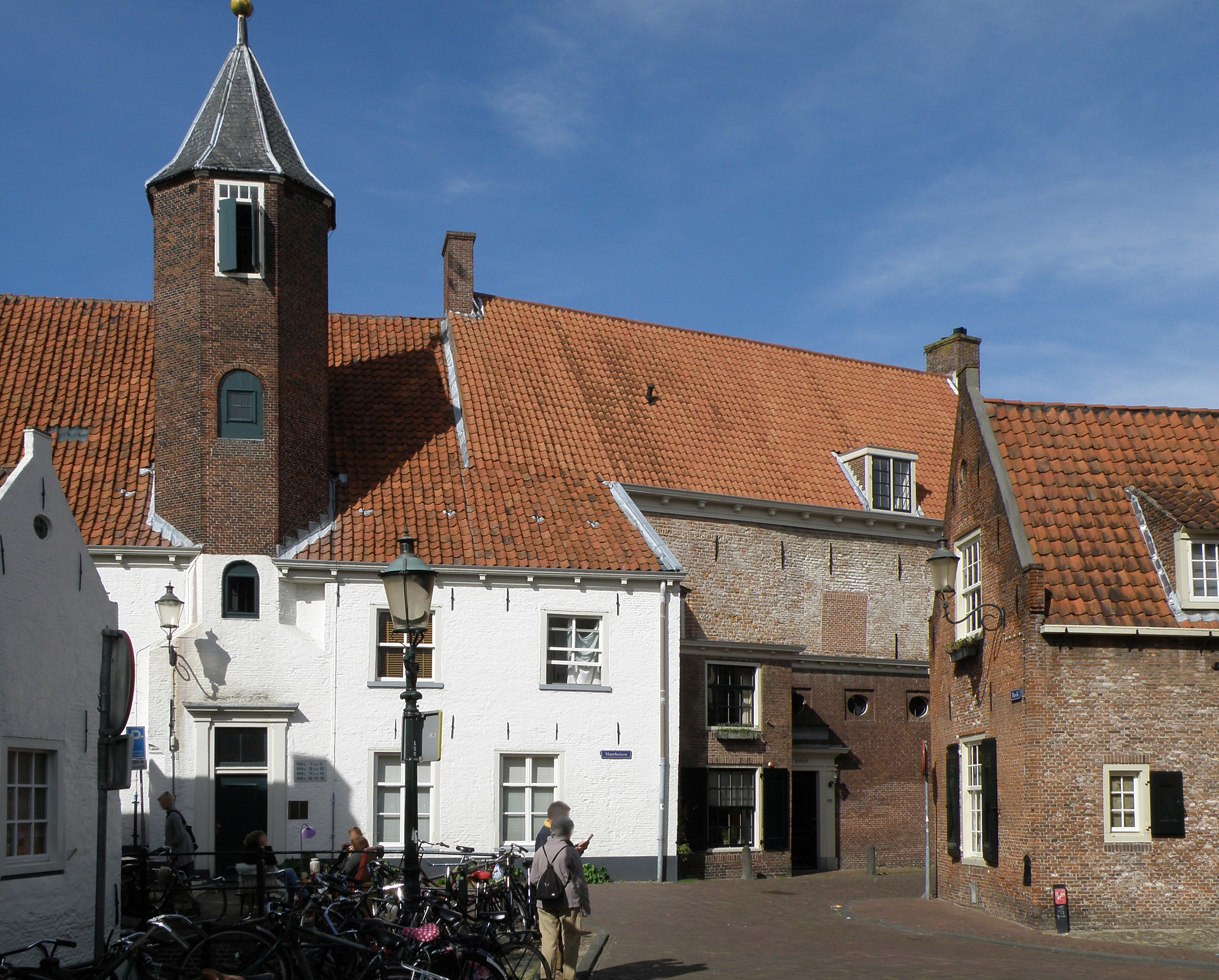
Huis Prattenburg en 't Sluisje, met overkluisde watergang (rijksmonumenten)
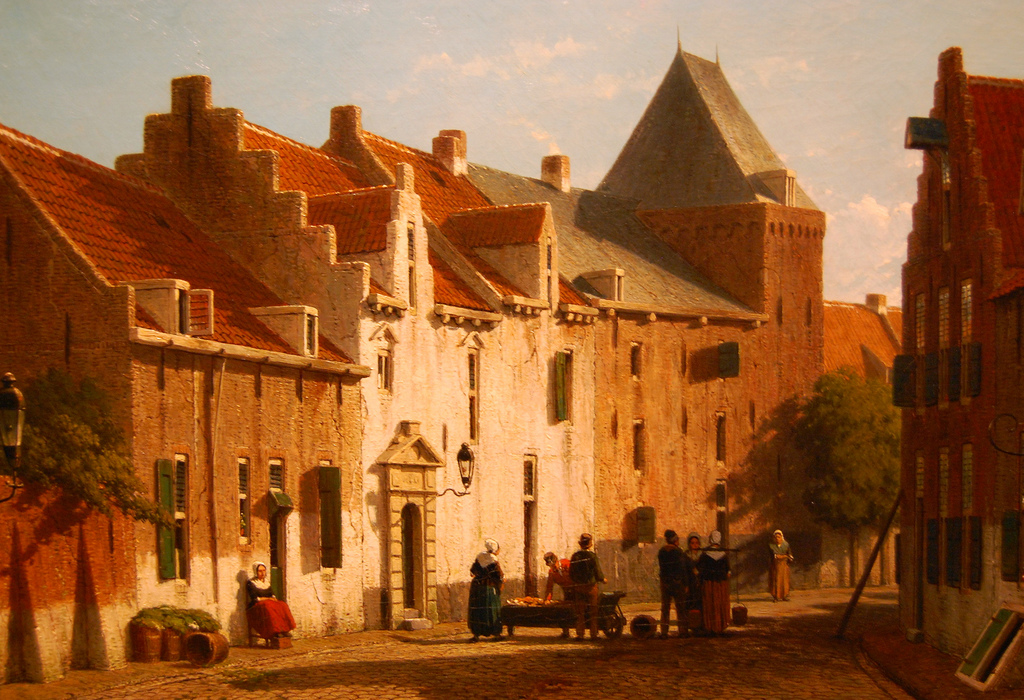
Gezicht op de Muurhuizen bij de Dieventoren (Jan Weissenbruch, voor 1864)